# Яр (присілок, Ярський район)
Яр (рос. Яр) — присілок у складі Ярського району Удмуртії, Росія. Входить до складу Бамрашурського сільського поселення.
Найбільші вулиці:
- Молодіжна
- Центральна
- Чепецька
- Ярська

## Населення
Населення — 115 осіб (2010, 175 у 2002).
Національний склад станом на 2002 рік:
- удмурти — 71 %